# Varga Ferenc (egyházi író)
Varga Ferenc (Szeged-Rókus, 1837. január 28. – Szeged, 1906. december 5.) római katolikus apát-plébános, egyházi író, helytörténész.

## Élete
Varga István és Berdány Trészka (Terézia) fiaként született. Középiskoláit Szegeden, a hittudományi tanfolyamot a temesvári papnevelőben végezte. Ezek után a Szeged bel- és móravárosi elemi iskolákban egy évig hitoktató volt, azután pedig a temesvári püspöki irodában mint tollvezető működött. 1859. augusztus 28-án pappá szenteltetvén, segédlelkész volt Bogároson, Kisteleken, Nagykikindán, Szentannán és Újaradon, összesen öt évig. 1865-ben plébános lett Gyorokon; 1879-ban Csókára helyezték át; majd 1880-ban kisteleki, 1893-ben pedig Szeged-belvárosi plébánossá választották. 1896-ban lett címzetes kazári apát. A délmagyarországi történelmi és régészeti társulat választmányi tagja volt.

## Írásai
Költeményeket, beszélyeket írt a Szegedi Hiradóba (1860. Szeredy Ferencz álnévvel); cikkei a Csanádban (1861. 14., 80., 85. sz. A szegedi tanyaiskolák története, 1862. 31. sz. Szeged hajdani és jelen élete); a Történelmi adattárban (1871.) és a Délmagyarországi tört. és rég. társulat Értesítőjében (1875. Szeged város szőllőművelése és borkereskedelméhez a XIV. és XV. századokban, 1876. A nemrég eltörölt honi czéhrendszer rövid ismertetése, Ősemberkori leletek Új-Paulison, Új-Paulisi kőkori emlékek, Egy másfélezer éves út, 1879. A török államszervezet s adóztatási módszer a XVI. és XVII. században, 1883. A szegedi szandzsák és Csongrádmegye).

## Munkái
- Szeged város története. Szeged, 1877. I. kötet. (A legrégibb időtől a török foglalásig. Szeged városától 1000 frt pályadíjat nyert. (Ism. Századok 1878. A II. és III. kötet kéziratban maradt).
- II. Rákóczy Ferencz kora Szegeden. Kurucz-világ. Uo. 1906.